# Mai 2007
Acest articol este generat integral pe baza informațiilor din articolul 2007 și este actualizat periodic de un robot.
 Editările făcute în articol vor fi șterse la următoarea actualizare! Dacă doriți să faceți modificări, editați articolul-sursă.

ianuarie -
februarie -
martie -
aprilie -
mai -
iunie -
iulie -
august -
septembrie -
octombrie -
noiembrie -
decembrie
Mai 2007 a fost a cincea lună a anului și a început într-o zi de marți.

## Evenimente

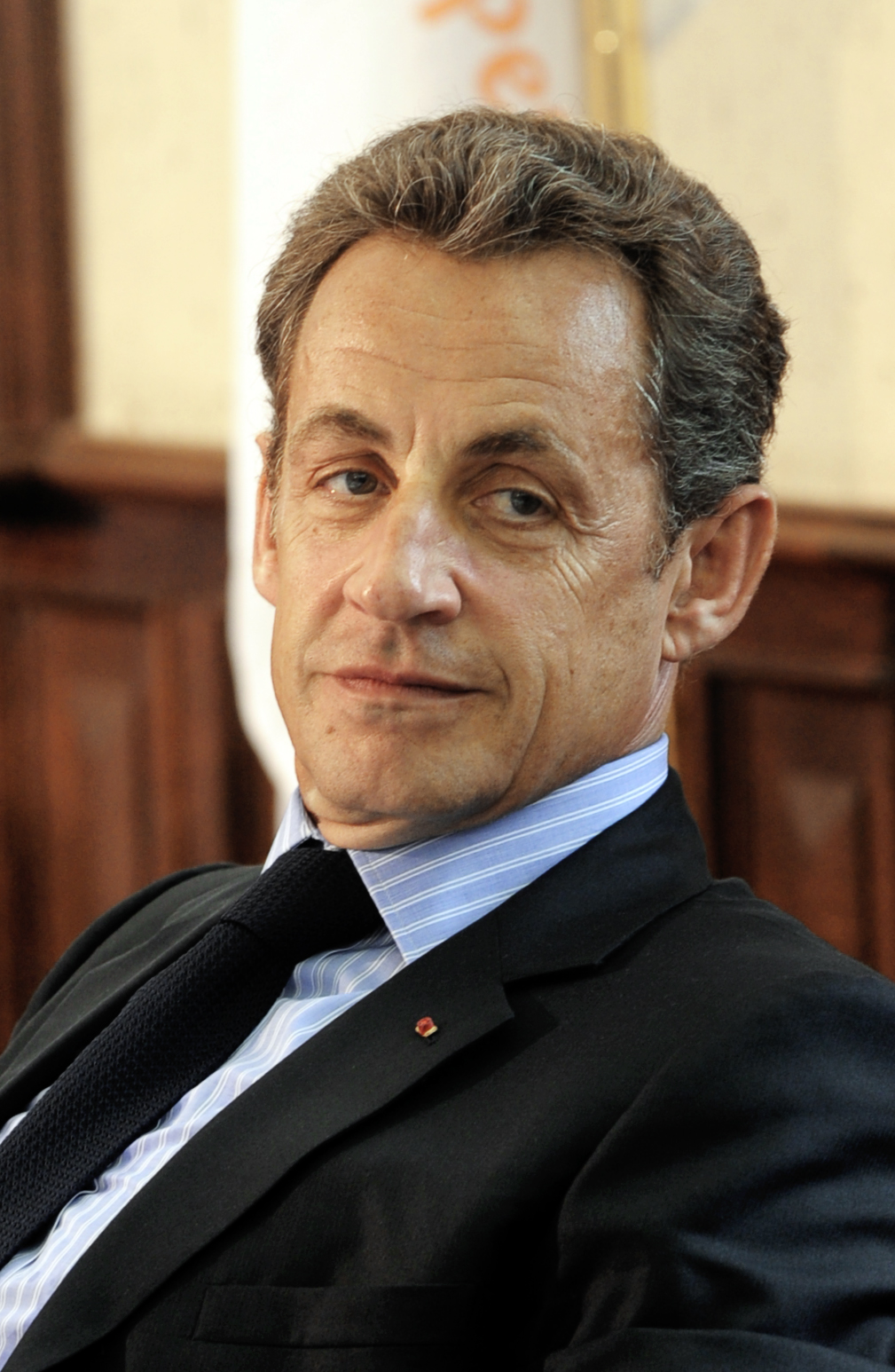
Nicolas Sarkozy este ales președinte al Franței

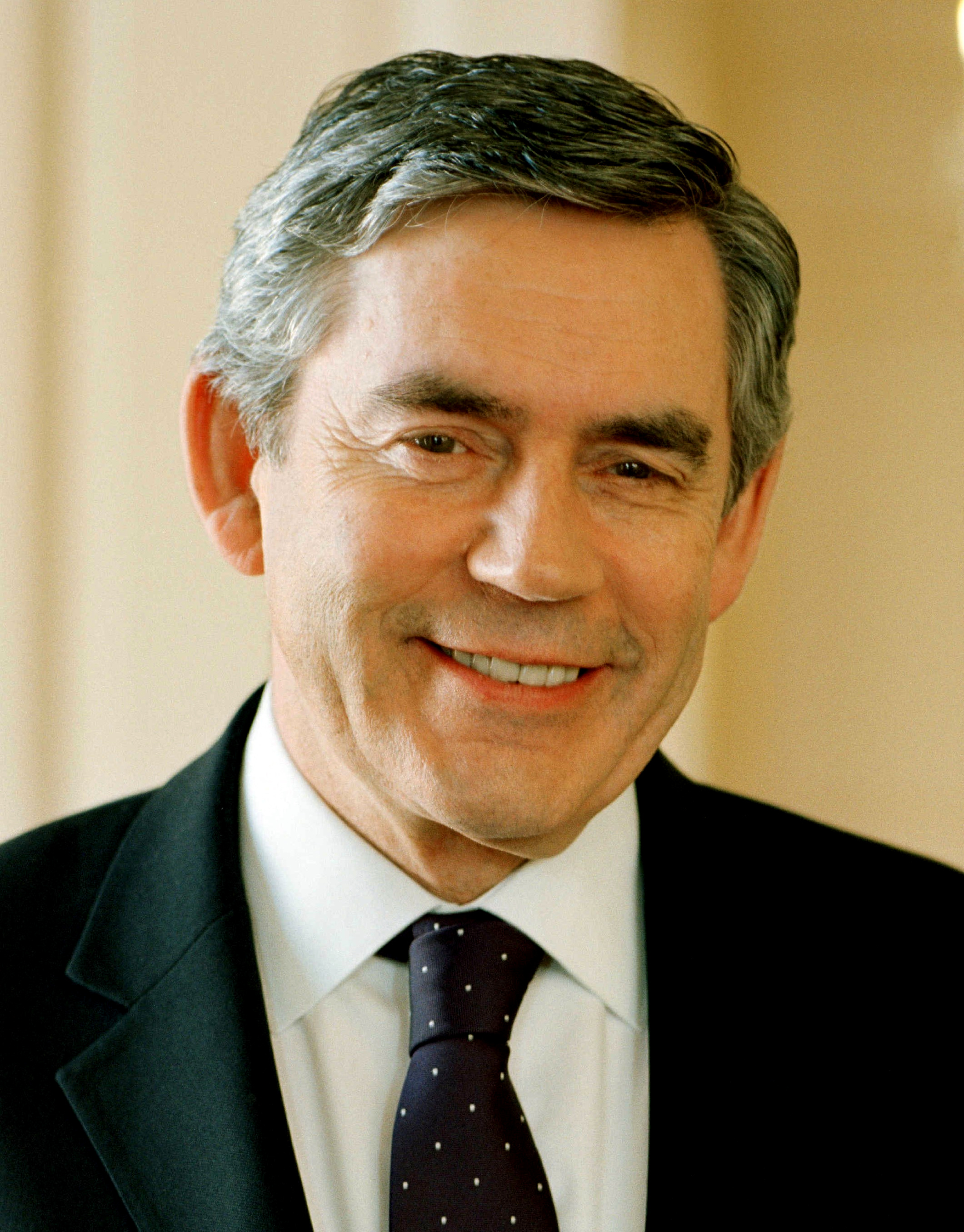
Gordon Brown este numit premier al Marii Britanii

- 3 mai: Alegeri locale în Marea Britanie.
- 6 mai: Nicolas Sarkozy este ales președinte al Franței. Acesta a învins-o în cursa electorală pentru președinția Franței pe socialista Ségolène Royal, cu 53% din voturile exprimate.
- 10 mai: Tony Blair anunță ca va demisiona din funcția de prim-ministru al Marii Britanii pe 27 iunie.
- 12 mai: Finala celei de-a 52-a ediții a Eurovision a avut loc la Helsinki, Finlanda. România, reprezentată de trupa Todomondo, s-a clasat pe locul 13.
- 16 mai: Nicolas Sarkozy devine oficial al 23-lea președinte al Franței, succedându-l pe Jacques Chirac.
- 19 mai: Referendumul pentru suspendarea președintelui Traian Băsescu. Președintele Traian Băsescu câștigă referendumul cu peste 70% din voturi. Prezenta la vot a fost de aprox 30%.
- 24 mai: Fostul ciclist danez Bjarne Riis a admis că s-a dopat când a câștigat Turul Franței din 1996.
- 31 mai: Valdis Zatlers este ales președinte al Letoniei.

## Decese
- 3 mai: Wally Schirra, 84 ani, pilot de încercare american (n. 1923)
- 7 mai: Ion Constantinov, 80 ani, doctor român în științe agricole (n. 1926)
- 7 mai: Octavian Paler, 80 ani, scriitor și publicist român (n. 1926)
- 8 mai: Victor Moldovan, 80 ani, actor român (n. 1926)
- 8 mai: Victor Moldovan, actor român (n. 1926)
- 9 mai: Marcel Marcian (n. Moritz Marcus), 92 ani, prozator român de etnie evreiască (d. 1914)
- 14 mai: Kosei Nishihira, 64 ani, maestru de karate japonez (n. 1942)
- 15 mai: Jerry Falwell Sr., 73 ani, pastor baptist⁠, teleevanghelist⁠ și activist conservator american (n. 1933)
- 16 mai: Mircea Motrici, 54 ani, scriitor român (n. 1953)
- 16 mai: Gohar Gasparian, 82 ani, solistă armeană de operă (n. 1924)
- 17 mai: Lloyd Alexander (n. Lloyd Chudley Alexander), 83 ani, scriitor american (n. 1924)
- 17 mai: Eugen Weber, 82 ani, istoric american de origine română (n. 1925)
- 18 mai: Jeana Gheorghiu, 60 ani, jurnalistă română, realizatoare de emisiuni radio și TV (n. 1946)
- 18 mai: Pierre-Gilles de Gennes, 74 ani, fizician francez laureat al Premiului Nobel (1991), (n. 1932)
- 20 mai: Baruch Kimmerling, 67 ani, sociolog israelian (n. 1939)
- 20 mai: Stanley Miller (n. Stanley Lloyd Miller), 77 ani, chimist american (n. 1930)
- 21 mai: Bruno Mattei (Vincent Dawn), 75 ani, regizor italian (n. 1931)
- 22 mai: Evgheni Verbețchi, 70 ani,  clarinetist și profesor muzical sovietic și moldovean (n. 1936)
- 23 mai: Ralu Filip (n. Ralu Traian Filip), 47 ani, jurist și jurnalist român, președinte al CNA (n. 1959)
- 25 mai: Victor Firea, 84 ani, atlet român (n. 1923)
- 28 mai: David Lane, 68 ani, lider suprematist și criminal american (n. 1938)